# Август
А́вгуст (лат. Augustus) — чоловіче ім'я, що побутує в українському народі. Жіноча форма — Августа.
В українську мову запозичене через старослов'янську (Авъгоустъ) з грецької (грец. Αύγουστος). До грецької мови ім'я прийшло з латинської, де Август — це також титул римського імператора Октавіана Августа, що з латинської мови (augustus) означає «великий».
На його честь місяць, який українською називається серпень, був названий Augustus. Пізніше був титулом та ім'ям різних людей.
На його честь місяць, який українською називається серпень, має максимальну кількість днів - 31.
Від імені Август утворюються форми по батькові: Августович, Августівна.

## Зменшувально-пестливі форми
Побутують такі зменшувально-пестливі форми імені Август: Августик, Густа, Густик.

## Відомі Августи

### Римська Імперія
- Октавіан Август (23 вересня 63 до н. е.—19 серпня 14 н. е.) — римський імператор.

### Річ Посполита
- Август I (1 серпня 1520—7 липня 1572) — Король Речі Посполитої;
- Август II Фрідріх (12 травня 1670—31 січня 1733) — Король Речі Посполитої;
- Август III Фрідріх (17 жовтня 1696—5 жовтня 1763) — Король Речі Посполитої і курфюрст Саксонії з 1733.
- Август IV (17 січня 1732—12 лютого 1798) — Король Речі Посполитої.

### Німеччина
- Август Хорьх (12 жовтня 1968 – 3 лютого 1951) — один з піонерів німецької автомобільної промисловості, інженер-конструктор і підприємець, засновник компанії Audi.